# Bitwa o Timor
Bitwa o Timor – starcie militarne, które miało miejsce na Timorze Portugalskim i Timorze Holenderskim podczas II wojny światowej. Siły japońskie zaatakowały wyspę 20 lutego 1942 roku i stawiły czoła niewielkiemu, słabo wyposażonemu garnizonowi alianckiemu – znanemu jako Sparrow Force – złożonemu głównie z Australijczyków, Brytyjczyków i Holendrów. Po trzech dniach zażartych walk Japończykom udało się zmusić do kapitulacji większości sił alianckich, chociaż kilkuset australijskich komandosów kontynuowało walkę partyzancką. Wspierani przez lotnictwo i okręty wojenne, wypływające głównie w Darwin w Australii, około 650 km na południowy wschód, po drugiej stronie Morza Timor, walczyli w dżungli przez prawie rok. Podczas starć w trudnym, górskim terenie Japończycy ponieśli ciężkie straty, ale ostatecznie udało im się stłumić opór Australijczyków.
Bitwa trwała do 10 lutego 1943 roku, kiedy to ostatnich walczących na wyspie Australijczyków ewakuowano, czyniąc z nich ostatnie lądowe siły alianckie, które opuściły Azję Południowo-Wschodnią po japońskich ofensywach z lat 1941–1942. W rezultacie cała japońska dywizja była związana walką na Timorze przez ponad sześć miesięcy, co uniemożliwiało jej użycie w innych miejscach. Chociaż Portugalia nie była oficjalnie stroną konfliktu, wielu cywilów z Timoru Wschodniego i portugalskich kolonistów europejskich walczyło razem z aliantami lub zapewniało im żywność, schronienie i inną pomoc. Niektórzy Timorczycy kontynuowali opór nawet po ostatecznym wycofaniu się Australijczyków. Zapłacili za to wysoką cenę: dziesiątki tysięcy timorskich cywilów zginęło w wyniku  japońskich akcji przeciwpartyzanckich, które trwały aż do końca wojny w 1945 roku.

## Tło sytuacyjne
Pod koniec 1941 roku wyspa Timor została politycznie podzielona między dwie potęgi kolonialne: Portugalię na wschodzie ze stolicą w Dili i Holandię na zachodzie z centrum administracyjnym w Kupang. Portugalska enklawa w Ocussi również znajdowała się na obszarze holenderskim. Holenderska obrona obejmowała siły 500 żołnierzy skupionych wokół Kupangu, podczas gdy siły portugalskie w Dili liczyły zaledwie 150 osób. W lutym rządy Australii i Holandii uzgodniły, że w przypadku przystąpienia Japonii do wojny po stronie państw Osi, Australia zapewni lotnictwo i wojska lądowe w celu wzmocnienia Timoru Holenderskiego. Portugalia - pod naciskiem Japonii - zachowała neutralność. W związku z tym, po japońskim ataku na Pearl Harbor, mały oddział australijski - znany jako Sparrow Force - przybył do Kupangu 12 grudnia 1941 roku. W międzyczasie dwa podobne oddziały, znane jako Gull Force i Lark Force, zostały wysłane przez Australijczyków w celu wzmocnienia obonu Ambonu i Rabaulu.
Sparrow Force była początkowo dowodzona przez ppłk. Williama Leggatta i obejmowała 2/40. batalion, 2. samodzielną kompanię komandosów  pod dowództwem mjr. Alexandra Spence'a oraz baterię artylerii przybrzeżnej. W sumie wchodziło w jej skład około 1400 żołnierzy. Siły te wzmocniły oddziały Królewskiej Armii Holenderskich Indii Wschodnich pod dowództwem ppłk. Nico van Stratena, w tym batalion garnizonowy, kompanię z 8. batalionu piechoty, kompanię piechoty rezerwy, pluton karabinów maszynowych z 12. batalionu piechoty i baterię artyleryjską. Wsparcie lotnicze składało się z 12 lekkich bombowców Lockheed Hudson z 2 Eskadry Royal Australian Air Force (RAAF). Sparrow Force została początkowo rozlokowana wokół Kupangu i strategicznie ważnego lotniska Penfui w południowo-zachodnim rogu wyspy, chociaż inne jednostki stacjonowały w Klapalima, Usapa Besar i Babau, a także dalej na wschód, w Champlong.
Do tego momentu rząd Portugalii odmawiał współpracy z aliantami, powołując się na swoje prawa do neutralności i plany wysłania 800-osobowych sił z Mozambiku do obrony swojego terytorium w przypadku japońskiej inwazji. Jednak odmowa ta pozostawiła siły aliantów poważnie odsłonięte, dlatego 400-osobowe połączone siły holendersko-australijskie zajęły 17 grudnia Timor Portugalski. W odpowiedzi premier Portugalii António de Oliveira Salazar zaprotestował przed rządami państw alianckich, a gubernator Timoru Portugalskiego ogłosił się więźniem, aby zachować pozory neutralności. Jednak mały garnizon portugalski nie stawiał oporu, a lokalne władze milcząco współpracowały, podczas gdy sama ludność radośnie witała oddziały alianckie. Większość wojsk holenderskich i cała 2/2. samodzielna kompania komandosów została następnie przeniesiona do Timoru Portugalskiego i rozprowadzona w małych oddziałach po całym jego terytorium.
Neutralny Timor Portugalski nie był pierwotnie zaliczany do japońskich celów wojennych, ale po tym, jak okupacja aliancka naruszyła jego neutralność, Japończycy zdecydowali się na inwazję.
Rządy portugalski i brytyjski osiągnęły porozumienie, które zakładało wycofanie się sił alianckich z Timoru Portugalskiego w zamian za wysłanie przez Portugalię sił zbrojnych, które miały je zastąpić. Siły portugalskie wypłynęły z Lourenço Marques w Mozambiku, kierując się do Timoru 28 stycznia 1942 roku, ale japońska inwazja miała miejsce wcześniej, nim mogli przybyć.

## Preludium
W styczniu 1942 roku siły alianckie na Timorze stały się kluczowym ogniwem tak zwanej „bariery malajskiej”, bronionej przez krótkotrwale istniejące, wspólne amerykańsko-brytyjsko-holendersko-australijskie dowództwo z gen. Archibaldem Wavellem na czele. Dodatkowy australijski personel pomocniczy przybył do Kupangu 12 lutego, w tym bryg. William Veale, który został dowódcą sił alianckich na Timorze. W tym czasie wielu członków Sparrow Force – z których większość nie była przyzwyczajona do warunków tropikalnych – zapadło na malarię i inne choroby. Lotnisko w Penfui w Timorze Holenderskim stało się również kluczowym połączeniem lotniczym pomiędzy Australią a siłami amerykańskimi walczącymi na Filipinach pod dowództwem gen. Douglasa MacArthura. Penfui zostało zaatakowane przez japońskie samoloty 26 i 30 stycznia 1942 roku, jednak naloty te były utrudniane przez brytyjską artylerię przeciwlotniczą oraz, w mniejszym stopniu, przez myśliwce P-40 z 33 Eskadry Pościgowej United States Army Air Forces, 11 z nich miało swoją bazę w Darwin. Później kolejnych 500 żołnierzy holenderskich i brytyjska 79 Lekka Bateria Przeciwlotnicza przybyły w celu wzmocnienia obrony Timoru, podczas gdy dodatkowe siły australijsko-amerykańskie miały przybyć w lutym.
Rabaul wpadł w ręce Japończyków 23 stycznia, a 3 lutego Ambon, gdzie zarówno Gull Force, jak i Lark Force zostały zniszczone. Później, 16 lutego, konwój aliancki przewożący posiłki i zaopatrzenie do Kupangu – eskortowany przez ciężki krążownik USS Houston, niszczyciel USS Peary oraz slupy HMAS Swan i HMAS Warrego – dostał się pod intensywny japoński atak powietrzny i został zmuszony do powrotu do Darwin. Wzmocnienia, które przybyły na wyspę, obejmowały australijski batalion pionierów – 2/4. batalion pionierów – i 49. batalion amerykańskiej artylerii. Sparrow Force nie mogła być dalej wzmacniana, a kiedy Japończycy wyruszyli, aby dokończyć okrążanie Holenderskich Indii Wschodnich, Timor wydawał się najlogiczniejszym, kolejnym celem.

## Bitwa

### Japońska inwazja na Timor Portugalski: 19–20 lutego 1942 roku

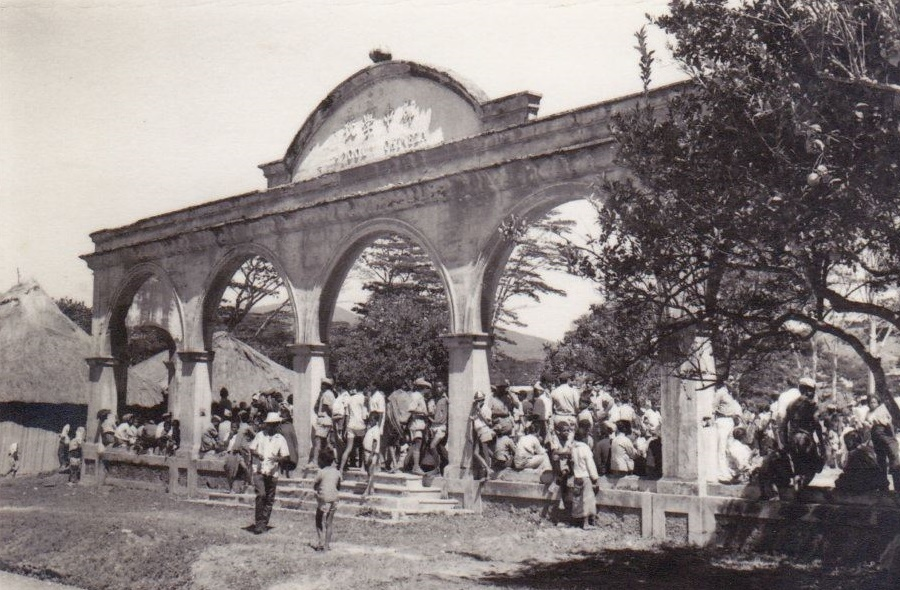
Zniszczona chińska szkoła w Aileu, Timor Portugalski

W nocy z 19 na 20 lutego 1500 żołnierzy z 228 Grupy Pułkowej Cesarskiej Armii Japońskiej, wchodzącej w skład 38 Dywizji 16 Armii pod dowództwem płk. Sadashichi Doi rozpoczęło lądowanie w Dili. Początkowo japońskie okręty pomylono ze statkami przewożącymi portugalskie posiłki, a alianci byli zupełnie zaskoczeni. Byli jednak dobrze przygotowani do obrony i garnizon rozpoczął uporządkowany odwrót, pod osłoną 18-osobowej sekcji nr 2 australijskich komandosów stacjonującej na lotnisku. Według australijskich relacji, komandosi zabili około 200 Japończyków w pierwszych godzinach bitwy; armia japońska odnotowała swoje straty jako zaledwie siedmiu ludzi, ale relacje miejscowej ludności opisujące lądowanie na Timorze potwierdzają meldunki australijskie.
Inna grupa australijskich komandosów, sekcja nr 7, miała mniej szczęścia, przypadkowo wpadając na japońską blokadę drogową. Pomimo poddania się, według historyka wojskowości Brada Manery, wszyscy oprócz jednego zostali rozstrzelani przez Japończyków. Mając nadal przewagę liczebną, pozostali przy życiu Australijczycy wycofali się na południe i na wschód, w górzyste wnętrze wyspy. Van Straten i 200 żołnierzy holenderskich skierowało się na południowy zachód w kierunku granicy z Timorem Holenderskim.

### Japońskie lądowania w Timorze Holenderskim 19–20 lutego 1942 roku
Tej samej nocy siły alianckie w Timorze Holenderskim również padły ofiarą niezwykle intensywnych ataków powietrznych, które już spowodowały wycofanie się niewielkich sił RAAF do Australii. Po bombardowaniu nastąpiło lądowanie głównej części 228 Grupy Pułkowej – dwóch batalionów liczących łącznie około 4000 żołnierzy – w niebronionej południowo-zachodniej części wyspy, nad rzeką Paha. Pięć tankietek Typ 94 Te-Ke zostało wyładowanych na brzegu w celu wsparcia japońskiej piechoty, po czym siły te szybko posunęły się na północ, odcinając holenderskie pozycje na zachodzie i atakując pozycje 2/40. batalionu w Penfui. Japońska kompania skierowała się na północny wschód do Usua, dążąc do odcięcia trasy odwrotu aliantów. W odpowiedzi kwatera główna Sparrow Force została natychmiast przeniesiona dalej na wschód, w kierunku Champlongu.
Leggatt rozkazał zniszczenie lotniska, lecz aliancka linia odwrotu w kierunku Champlongu została odcięta przez zrzucenie około 300 japońskich spadochroniarzy z 3. Specjalnego Oddziału Desantowego Marynarki Wojennej Yokosuka w pobliżu Usua, 22 km na wschód od Kupangu. Kwatera Sparrow Force przesunęła się dalej na wschód, a ludzie Leggatta przypuścili ciągły i niszczycielski atak na spadochroniarzy, zakończony szarżą na bagnety. Do rana 23 lutego 2/40. batalion zabił wszystkich spadochroniarzy z wyjątkiem 78, ale został ponownie zaatakowany od tyłu przez główne siły japońskie. Ponieważ jego żołnierzom kończyła się amunicja, byli wyczerpani i nieśli wielu ciężko rannych, Leggatt przyjął japońską ofertę poddania się w Usua. 2/40. batalion stracił w walkach 84 zabitych i 132 rannych, podczas gdy ponad dwukrotnie większa liczba żołnierzy zginęła jako jeńcy wojenni w ciągu następnych dwóch i pół roku. Veale i dowództwo Sparrow Force – w tym około 290 żołnierzy australijskich i holenderskich – kontynuowało marsz na wschód przez granicę obu Timorów, aby połączyć się z 2/2. samodzielną kompanią komandosów.

### Kontynuacja oporu przez australijskich komandosów, luty – sierpień 1942 roku

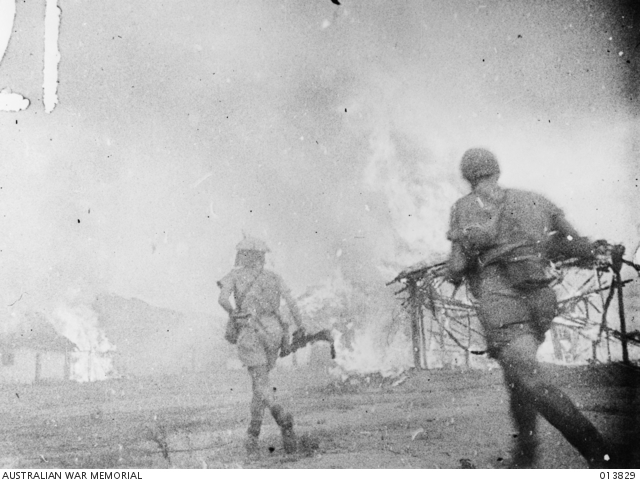
Wioska Mindelo we wschodnim Timorze spalona do ziemi przez australijskich partyzantów, aby uniemożliwić jej wykorzystanie jako bazy przez Japończyków, 12 grudnia 1942 roku

Do końca lutego Japończycy kontrolowali większość Timoru Holenderskiego i obszar wokół Dili na północnym wschodzie. Jednak Australijczycy pozostali na południu i wschodzie wyspy. 2/2. samodzielna kompania otrzymała specjalistyczne przeszkolenie do prowadzenia operacji na tyłach wroga, miała własnych inżynierów i sygnalistów, chociaż brakowało jej ciężkiej broni i pojazdów. Komandosi ukryli się w górach Timoru Portugalskiego i rozpoczęli działania rajdowe przeciwko Japończykom, wspomagani przez timorskich przewodników i używając koników górskich do przemieszczenia się.
W tych operacjach Sparrow Force i komandosi często używali także kajaków zbudowanych przez miejscową ludność, które pozwalały im dokładniej penetrować obszary położone w pobliżu szlaków wodnych, w celu obserwacji ruchów wroga, przeprowadzania rajdów i ewakuowania rannych, pozostając często do ostatniej chwili niewidocznymi dla żołnierzy nieprzyjaciela. Było to pierwsze w historii użycie cywilnych łodzi do operacji wojskowych w Azji Południowo-Wschodniej.
Chociaż urzędnicy portugalscy pod rządami gubernatora Manuela de Abreu Ferreira de Carvalho pozostali oficjalnie neutralni i odpowiedzialni tylko za sprawy cywilne, zarówno Portugalczycy, jak i rdzenni mieszkańcy Timoru Wschodniego byli zazwyczaj przychylni aliantom, którym pozwalali używać lokalnego systemu telefonicznego do komunikowania się między sobą i zbierania informacji o ruchach wojsk japońskich. Było to tym ważniejsze, że alianci początkowo nie mieli sprawnego sprzętu radiowego i nie byli w stanie skontaktować się z Australią, aby poinformować swoje dowództwo o ich ciągle trwającym oporze.
Płk Doi wysłał australijskiego konsula honorowego Davida Rossa, będącego także lokalnym przedstawicielem australijskiego przewoźnika lotniczego Qantas, w celu odnalezienia komandosów i przekazania im żądania kapitulacji. Spence odpowiedział: „Poddać się? Jebać poddanie się!” (ang. Surrender? Surrender be fucked!). Jednocześnie Ross przekazał komandosom informacje na temat rozmieszczenia sił japońskich, a także dostarczył notatkę w języku portugalskim (dlatego Japończycy nie potrafili jej przeczytać), która była w rzeczywistości akredytywą zabezpieczoną przez rząd australijski, umożliwiającą komandosom kupowanie towarów od miejscowej ludności. Na początku marca siły Veale'a i Van Stratena połączyły się z 2/2. samodzielną kompanią. Zastępcze radio, zwane „Winnie the War Winner”, zostało wreszcie złożone z części, dzięki czemu nawiązano kontakt z Darwin. W maju australijskie samoloty zrzuciły zaopatrzenie dla komandosów i ich sojuszników.
Japońskie dowództwo wysłało do Timoru wysoko cenionego weterana kampanii malajskiej i bitwy o Singapur, majora znanego jako „Tygrys Singapuru” (lub „Singapurski Tygrys”; jego prawdziwe nazwisko do dziś nie jest znane). 22 maja „Tygrys Singapuru”, dosiadając białego konia, poprowadził siły japońskie w kierunku Remexio. Australijski patrol z pomocą Portugalczyków i Timorczyków zorganizował zasadzkę i zabił czterech lub pięciu japońskich żołnierzy. Podczas drugiej zasadzki australijski snajper strzelił do „Tygrysa” i zabił go. Zginęło również 24 innych, japońskich żołnierzy, a ich siły wycofały się do Dili. 24 maja Veale i Van Straten zostali ewakuowani z południowo-wschodniego wybrzeża przez australijską Catalinę, a Spence'a mianowano dowódcą sił alianckich na Timorze po awansie na podpułkownika. 27 maja Royal Australian Navy (RAN) z powodzeniem wykonała swoje pierwsze misje zaopatrzeniowe i ewakuacyjne dla Timoru.

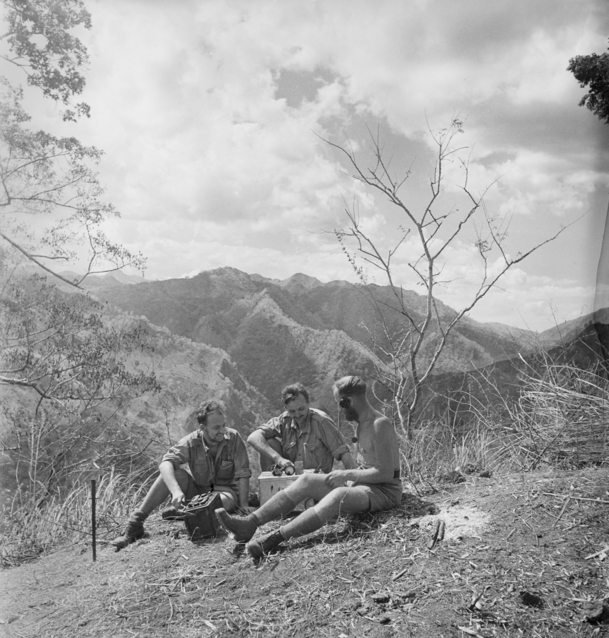
Sygnalista Keith Richards, kpr. John Donovan i sierż. Frank Press (od lewej do prawej), z australijskiej 2/2. samodzielnej kompanii komandosów, używający radia na szczycie góry na okupowanym przez Japonię Timorze, około listopada 1942 roku

W czerwcu gen. Douglas MacArthur, naczelny dowódca aliantów w rejonie południowo-zachodniego Pacyfiku, został poinformowany przez gen. Thomasa Blameya, dowódcę alianckich sił lądowych, że pełnoprawna ofensywa aliantów na Timorze wymagałaby dużego ataku desantowego, z użyciem przynajmniej jednej dywizji piechoty (co najmniej 10 000 żołnierzy). Ze względu na ten wymóg i ogólną strategię aliancką polegającą na odbiciu w pierwszej kolejności obszarów na wschodzie, Nowej Gwinei i Wysp Salomona, Blamey zalecił, aby kampania na Timorze była kontynuowana tak długo, jak to możliwe, ale nie rozszerzana. Ta sugestia została ostatecznie przyjęta.
Stosunki pomiędzy Ferreirą de Carvalho a Japończykami uległy pogorszeniu. Jego połączenie telegraficzne z rządem portugalskim w Lizbonie zostało przerwane. W czerwcu 1942 roku japoński urzędnik skarżył się, że gubernator odrzucił japońskie żądania dotyczące ukarania portugalskich urzędników i timorskich cywilów, którzy pomagali „armii najeźdźców” (czyli Australijczykom). 24 czerwca Japończycy złożyli formalną skargę do Lizbony, ale nie podjęli żadnych działań przeciwko de Carvalho. Płk Doi ponownie wysłał do komandosów Rossa, komplementując Sparrow Force za dotychczasową walkę i ponownie prosząc o poddanie się. Dowódca japoński nawiązał do wysiłków komandosów afrykanerskich podczas II wojny burskiej i powiedział, że zdaje sobie sprawę, iż do zwycięstwa potrzebuje 10 razy większych sił. Niemniej jednak Doi zakomunikował, że regularnie otrzymuje posiłki i ostatecznie zgromadzi jednostki niezbędne do pokonania ich. Tym razem Ross nie wrócił do Dili i 16 lipca został ewakuowany do Australii.

### Japońska kontrofensywa, sierpień 1942 roku
W sierpniu japońska 48 Dywizja, dowodzona przez gen. por. Yuitsu Tsuchihashiego, zaczęła przybywać z Filipin i obsadzić garnizony w Kupang, Dili i Malakce, odciążając oddziały Ito. Tsuchihashi rozpoczął następnie poważną kontrofensywę, próbując zepchnąć Australijczyków w róg na południowym wybrzeżu wyspy.. Silne japońskie kolumny przesunęły się na południe, dwie z Dili i jedna z Manatuto na północno-wschodnim wybrzeżu. Inny oddział ruszył na wschód z Timoru Holenderskiego, by zaatakować holenderskie pozycje w środkowo-południowej części wyspy. Ofensywa zakończyła się 19 sierpnia, kiedy główne siły japońskie zostały wycofane do Rabaulu, ale wcześniej zabezpieczyły centralne miasto Maubisse i południowy port Beco. Japończycy rekrutowali także znaczną liczbę timorskich cywilów, którzy dostarczali informacji na temat ruchów aliantów. W międzyczasie, również pod koniec sierpnia, rozpoczął się równoległy konflikt, kiedy to mieszkańcy Maubisse zbuntowali się przeciwko Portugalczykom.
We wrześniu główne siły japońskiej 48 Dywizji zaczęły przejmować inicjatywę. Australijczycy także wysłali posiłki w postaci 450-osobowej 2/4. samodzielnej kompanii komandosów, znanej jako Lancer Force, która przybyła 23 września. Niszczyciel HMAS Voyager osiadł na mieliźnie w południowym porcie Betano podczas lądowania 2/4. kompanii i musiał zostać porzucony po japońskim ataku powietrznym. Załoga statku została bezpiecznie ewakuowana przez HMAS Kalgoorlie i HMAS Warrnambool 25 września 1942 roku, a porzucony okręt zniszczony ładunkami wybuchowymi. 27 września Japończycy wyprowadzili natarcie z Dili w stronę wraku Voyagera, ale bez większego sukcesu.
Do października Japończykom udało się zwerbować znaczną liczbę timorskich cywilów, którzy ponieśli ciężkie straty, gdy zostali wykorzystani do frontalnych ataków przeciwko aliantom. Naciskano również na Portugalczyków, aby pomagali Japończykom, a w ciągu pierwszych sześciu miesięcy okupacji zginęło co najmniej 26 portugalskich cywilów, w tym miejscowi urzędnicy i katolicki ksiądz. 1 listopada dowództwo alianckie zatwierdziło wydawanie broni portugalskim funkcjonariuszom, co wcześniej odbywało się nieoficjalnie. Mniej więcej w tym samym czasie Japończycy nakazali wszystkim portugalskim cywilom przenieść się do „strefy neutralnej” do 15 listopada. Ci, którzy nie zastosują się do rozporządzenia, mieli być uznani za wspólników aliantów. Jedynym efektem tego posunięcia było zwiększenie chęci Portugalczyków do współpracy z aliantami, których prosili oni o ewakuację około 300 kobiet i dzieci.

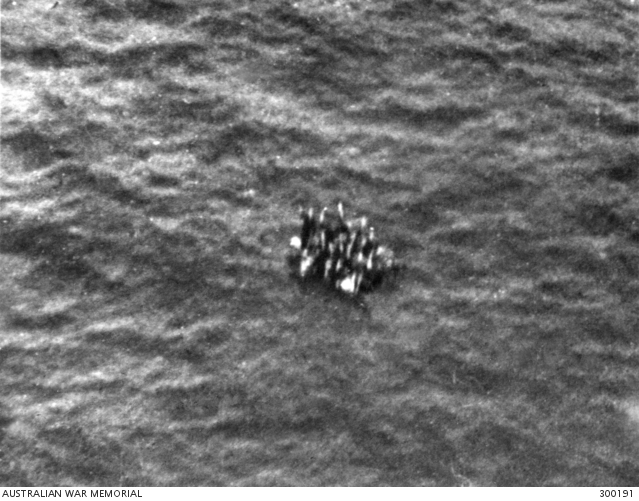
Tej tratwy z ocalałymi z Armidale nie widziano ponownie po zrobieniu tego zdjęcia 8 grudnia 1942 roku

Spence został ewakuowany do Australii 11 listopada, a dowódcę 2/2. kompanii, mjr Bernarda Callinana, mianowano kolejnym dowódcą sił alianckich na Timorze. W nocy z 30 listopada na 1 grudnia australijska marynarka wojenna przeprowadziła operację, której celem było wyładowanie w Betano świeżych żołnierzy holenderskich i ewakuowanie 190 zmęczonych walkami Holendrów oraz 150 portugalskich cywilów. Łódź patrolowa HMAS Kuru była używana do przewożenia pasażerów między brzegiem a dwiema korwetami, HMAS Armidale i HMAS Castlemaine. Jednak Armidale, przenoszący holenderskie posiłki, został zatopiony przez japońskie samoloty i prawie wszyscy na pokładzie zginęli.
W listopadzie dział public relations Australian Army zorganizował wysłanie do Timoru nagrodzonego Oscarem dokumentalisty Damiena Parera i korespondenta wojennego, Billa Mariena. Ich film, Men of Timor, został później przyjęty z entuzjazmem przez publiczność w krajach alianckich.

### Wycofanie się Australijczyków, grudzień 1942 – luty 1943
Pod koniec 1942 roku szanse na ponowne zajęcie Timoru przez aliantów były niewielkie, ponieważ na wyspie znajdowało się teraz 12 000 żołnierzy japońskich, a komandosi coraz częściej wchodzili w kontakt z wrogiem. Australijscy szefowie sztabów oszacowali, że do odzyskania wyspy potrzebne są co najmniej trzy dywizje alianckie z silnym wsparciem powietrznym i morskim. Rzeczywiście, gdy japońskie wysiłki, by zniszczyć Australijczyków i oddzielić ich od ich rodzimego wsparcia, stały się bardziej skuteczne, komandosi odkryli, że ich operacje stają się coraz trudniejsze do przeprowadzenia. Tym bardziej teraz, gdy armia australijska toczyła wiele kosztownych walk przeciwko japońskim przyczółkom wokół Buna na Nowej Gwinei, brakowało zasobów, aby kontynuować mniej istotne operacje na Timorze. W związku z tym od początku grudnia australijskie działania bojowe na Timorze były stopniowo wygaszane.
W dniach 11-12 grudnia pozostała część Sparrow Force, z wyjątkiem kilku oficerów, została ewakuowana wraz z portugalskimi cywilami przez holenderski niszczyciel Hr.Ms. Tjerk Hiddes. Tymczasem w pierwszym tygodniu stycznia zapadła decyzja o wycofaniu Lancer Force. W nocy z 9 na 10 stycznia 1943 roku większość 2/4. kompanii i 50 Portugalczyków zostało ewakuowanych przez niszczyciel HMAS Arunta. Niewielki oddział zwiadowczy znany jako S Force został pozostawiony na wyspie, ale Japończycy szybko wykryli jego obecność. Używając kajaków, wraz z pozostałościami Lancer Force, S Force dotarła na wschodni kraniec Timoru, gdzie działała również australijsko-brytyjska Z Special Unit. Wszyscy żołnierze zostali ewakuowani przez amerykański okręt podwodny USS Gudgeon 10 lutego. 40 australijskich komandosów zginęło w ostatniej fazie walk, przy czym uważa się, że w tym samym czasie poległo 1500 Japończyków.

## Następstwa

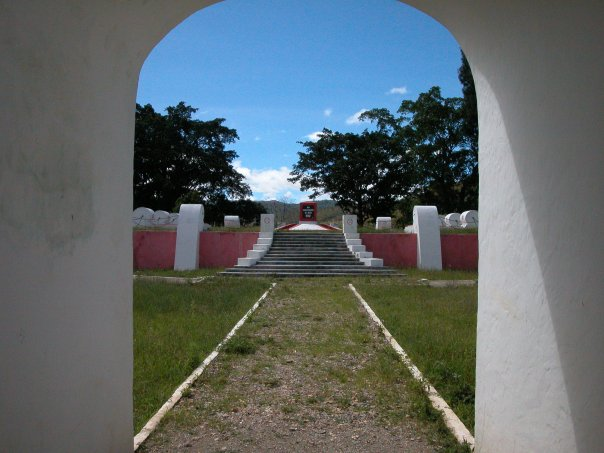
Pomnik ofiar portugalskich w Aileu

Chociaż kampania na Timorze miała niewielkie znaczenie strategiczne, australijscy komandosi uniemożliwili użycie całej japońskiej dywizji we wcześniejszych fazach kampanii w Nowej Gwinei, skutecznie wiążąc ją walką, zadając jednocześnie nieprzyjacielowi bardzo ciężkie straty, o wiele wyższe od strat własnych. W przeciwieństwie do działań na Jawie, na Ambonie czy pod Rabaulem, australijskie operacje na Timorze były o wiele bardziej udane, nawet jeśli był to jedynie symboliczny wysiłek w obliczu przytłaczającej przewagi Japończyków. Australijczycy udowodnili ponadto, że w sprzyjających okolicznościach operacje prowadzone w sposób niekonwencjonalny mogą być zarówno skuteczne, jak i bardziej ekonomiczne niż działania konwencjonalne, na które alianci nie mieli wówczas środków.
Ostatecznie siły japońskie utrzymały kontrolę nad Timorem aż do kapitulacji we wrześniu 1945 roku. 5 września japoński dowódca spotkał się z portugalskim gubernatorem Manuelem de Abreu Ferreira de Carvalho, przywracając mu władzę nad Timorem Portugalskim i oddając siły japońskie na jego terytorium pod jurysdykcję portugalską. 11 września oddziały australijskie przybyły do portu Kupang i przyjęły kapitulację wszystkich sił japońskich na Timorze od płk. Kaidy Tatsuichiego z 4 Pułku Czołgów. Następnie odbyły się ceremonie wyzwolenia z udziałem Australijczyków, Portugalczyków i innych mieszkańców. Oddziały australijskie nadzorowały następnie rozbrojenie żołnierzy japońskich, uformowanych teraz w grupy robocze, przed powrotem do Timoru Zachodniego w celu uczestniczenia w oddzielnej ceremonii kapitulacji dowódcy 48 Dywizji, gen. por. Yamady Kunitaro. 27 września portugalskie siły morskie i wojskowe liczące ponad 2000 żołnierzy przybyły do Dili, radośnie witane przez Timorczyków. W skład tych sił wchodziły trzy kompanie wojsk inżynieryjnych, razem z nimi przewieziono także znaczne dostawy żywności i materiałów budowlanych do odbudowy Timoru.